# چییائوا
چییائوا (به اسپانیایی: Chillihua) یک کوه در پرو است که در استان تاراتا واقع شده‌است. چییائوا ۴٬۸۰۰ متر بالاتر از سطح دریا واقع شده‌است.